# Лимареве
Ли́мареве — село в Україні, в Охтирському районі Сумської області. Населення становить 12 осіб. Входить до складу Комишанської сільської громади.

## Географія
Село Лимареве знаходиться на правому березі річки Ташань, вище за течією на відстані 2,5 км розташоване село Оленинське, нижче за течією на відстані 2 км розташоване село Комиші, на протилежному березі - село Перелуг. Примикає до села Софіївка. Поруч проходить залізнична гілка.

## Історія
Хутір Лимареве виник під час Столипінських реформ.
12 червня 2020 року, відповідно до розпорядження Кабінету Міністрів України № 723-р «Про визначення адміністративних центрів та затвердження територій територіальних громад Сумської області», село увійшло до складу Комишанської сільської громади.
19 липня 2020 року, в результаті адміністративно-територіальної реформи та ліквідації Охтирського району(1923-2020), село увійшло до складу новоутвореного Охтирського району.